# Bücken

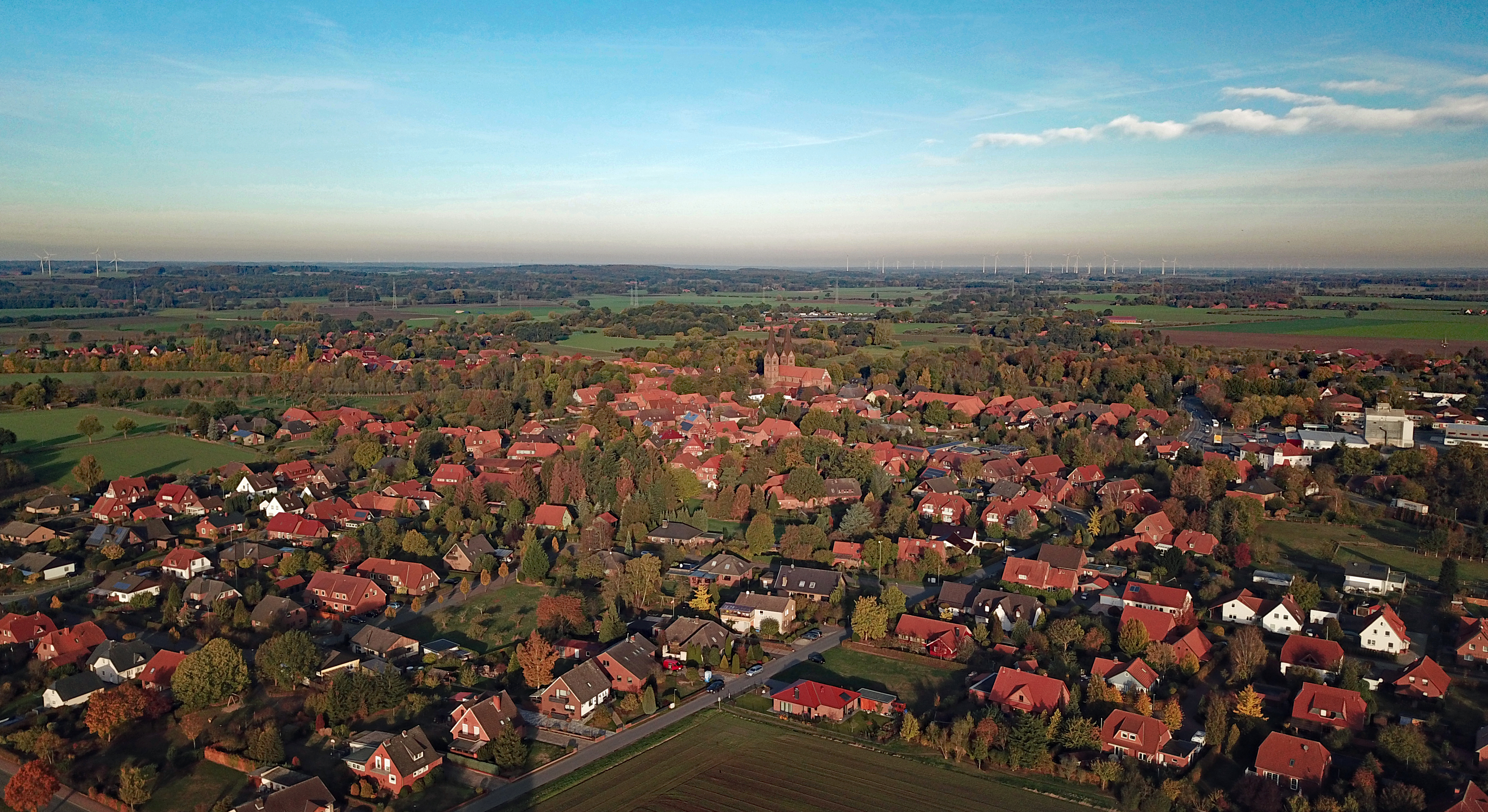
Luftbild von Bücken

Bücken ist ein Flecken in der Samtgemeinde Grafschaft Hoya im Landkreis Nienburg/Weser in Niedersachsen (Deutschland).

## Geographie

### Geographische Lage
Das Gebiet grenzt unmittelbar westlich an die Weser und gehört zur Naturraumeinheit der Mittelweser. Die Ortsteile liegen verteilt auf die drei Untereinheiten Weseraue, Hoyaer Lehmplatte und Bückener Vorgeest.

### Mühlenbach
Durch den Ort fließt der Bückener Mühlenbach.

### Gemeindegliederung
- Altenbücken mit Stendern
- Bücken
- Calle
- Dedendorf
- Duddenhausen mit Barke

## Geschichte
Der Flecken Bücken verdankt seine Entstehung einem kirchlichen Akt. Die Gründung geht in das Jahr 882 zurück. Damals wurde durch den Erzbischof Rimbert zu Bremen das Stift zu Bücken als Missionszentrum gegründet. Bücken diente den Erzbischöfen auch als Zufluchtsort, so z. B. bei den Wikingerüberfällen des 10. Jahrhunderts. Der heutige Ortsteil Altenbücken wurde bereits 860 erwähnt. Um 1200 war das Stift durch zahlreiche Schenkungen und Zuwendungen einer der reichsten Steuereinnehmer im norddeutschen Raum. 1413 verliehen die Grafen von Hoya in einem Freiheitsbrief dem Ort die Fleckensrechte. 1945 wurde im Ort das Unternehmen Albin Grünzig & Co. gegründet, ein Turn-, Sport- und Spielplatzgerätehersteller, der später nach Eystrup umzog.
Seit 1974 ist Bücken Teil der Samtgemeinde Grafschaft Hoya.

### Eingemeindungen
Am 1. März 1974 wurden die Gemeinden Altenbücken, Calle, Dedendorf und Duddenhausen eingegliedert.

### Einwohnerentwicklung
| Jahr      | 1961 | 1970 | 1987 | 1992 | 1997 | 2002 | 2007 | 2010 | 2011 |
| --------- | ---- | ---- | ---- | ---- | ---- | ---- | ---- | ---- | ---- |
| Einwohner | 2439 | 2353 | 2121 | 2138 | 2286 | 2287 | 2207 | 2161 | 2156 |

(1961: 6. Juni, 1970: 27. Mai, jeweils mit dem heutigen Gebietsstand, ab 1987 jeweils zum 31. Dezember)
|  |

## Politik

### Rat
Der Rat des Fleckens Bücken besteht aus 13 Ratsfrauen und Ratsherren. Die Ratsmitglieder werden durch eine Kommunalwahl für jeweils fünf Jahre gewählt.
Bei der letzten Kommunalwahl 2021 ergab sich folgende Sitzverteilung:
- WG: 11 Sitze
- Grüne: 2

### Bürgermeister
Bürgermeister ist Wilhelm Schröder von der Wählergruppe Bücken.

### Wappen
Wappenbeschreibung: In Gold zwei aufgerichtete, abgewendete, rot bewehrte schwarze Bärentatzen mit roten Schnittflächen, in der Mitte ein aus dem unteren Schildrand wachsender schwarzer Bischofsstab mit linksoffener Krümme.
Symbolik: Die Bärentatzen weisen auf die ehemalige Herrschaft der Grafen von Hoya hin. Die Wappenfarben Schwarz und Gold sind in Anlehnung an die Wappenfarben der Hoyaer Grafen verwendet worden. Der Bischofsstab soll die Beziehung zur Stiftskirche und zum Erzbistum Bremen herstellen. Die Ausführung des Wappens ist eng an das Fleckensiegel von Bücken aus dem Jahre 1413 angelehnt.

### Gemeindepartnerschaft
Partnergemeinde Bückens ist Erdmannsdorf, heute ein Ortsteil der Gemeinde Augustusburg in Sachsen.

## Kultur und Sehenswürdigkeiten

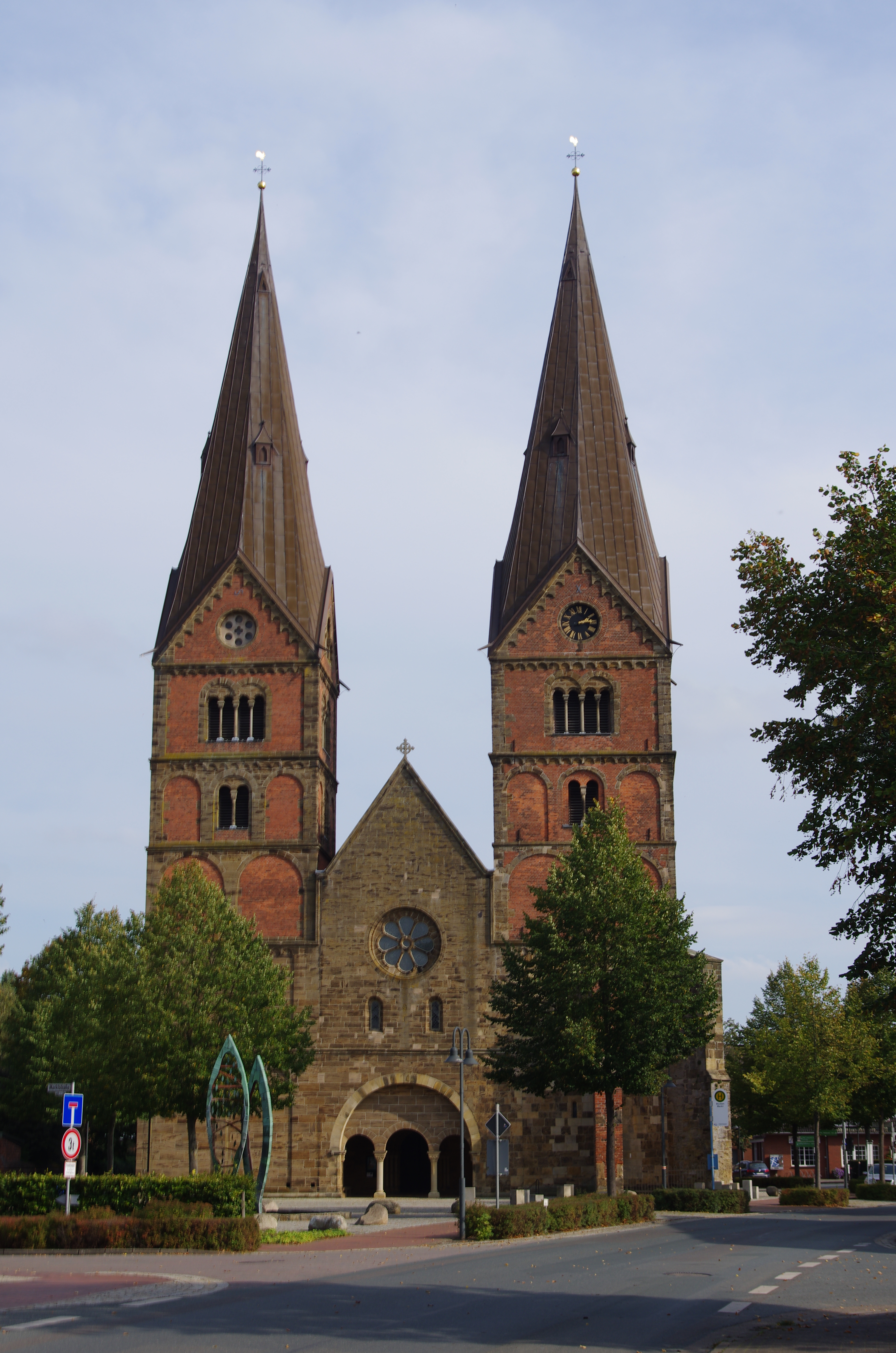
Bücker Dom

### Bauwerke
- Stiftskirche St. Materniani et St. Nicolai, auch bekannt als „Bücker Dom“, eine dreischiffige Pfeilerbasilika mit Doppeltürmen und Konchen aus dem 12. Jahrhundert. Bedeutende Kunstschätze: Spätgotischer Schnitzaltar (um 1510),  Triumphkreuzgruppe (1260/70), Glasfenster (vor 1250), Kanzel (13. Jahrhundert), das Chorgestühl (14. Jahrhundert). 1648, nach Auflösung des Stifts, verfiel die Kirche und wurde erst 1863 bis 1867 restauriert.
- Hofanlage Ostertorstraße 18 (Alte Schmiede) von 1621 als Zweiständerhaus mit reichverziertem Wirtschaftsgiebel mit aufwändigen Schnitzereien
- Wohn- und Wirtschaftsgebäude Ostertorstraße 6 von 1772 mit Oberlicht in Rokokoformen über der Haustür
- Wohn- und Wirtschaftsgebäude Dedendorf 7 von um 1517 und/oder 1595, Umbau von 1654; eines der ältesten Bauernhäuser der Region
- Wohnhaus Ovelgönne 1 von um 1658 vom früheren Rittergut Ovelgönne, heute Kinderheim Kleine Strolche
- Feuerwehrgerätehaus Bücken von 1912; bis 1959 von der Freiwillige Feuerwehr Bücken von 1877 genutzt.

### Kunst im öffentlichen Raum

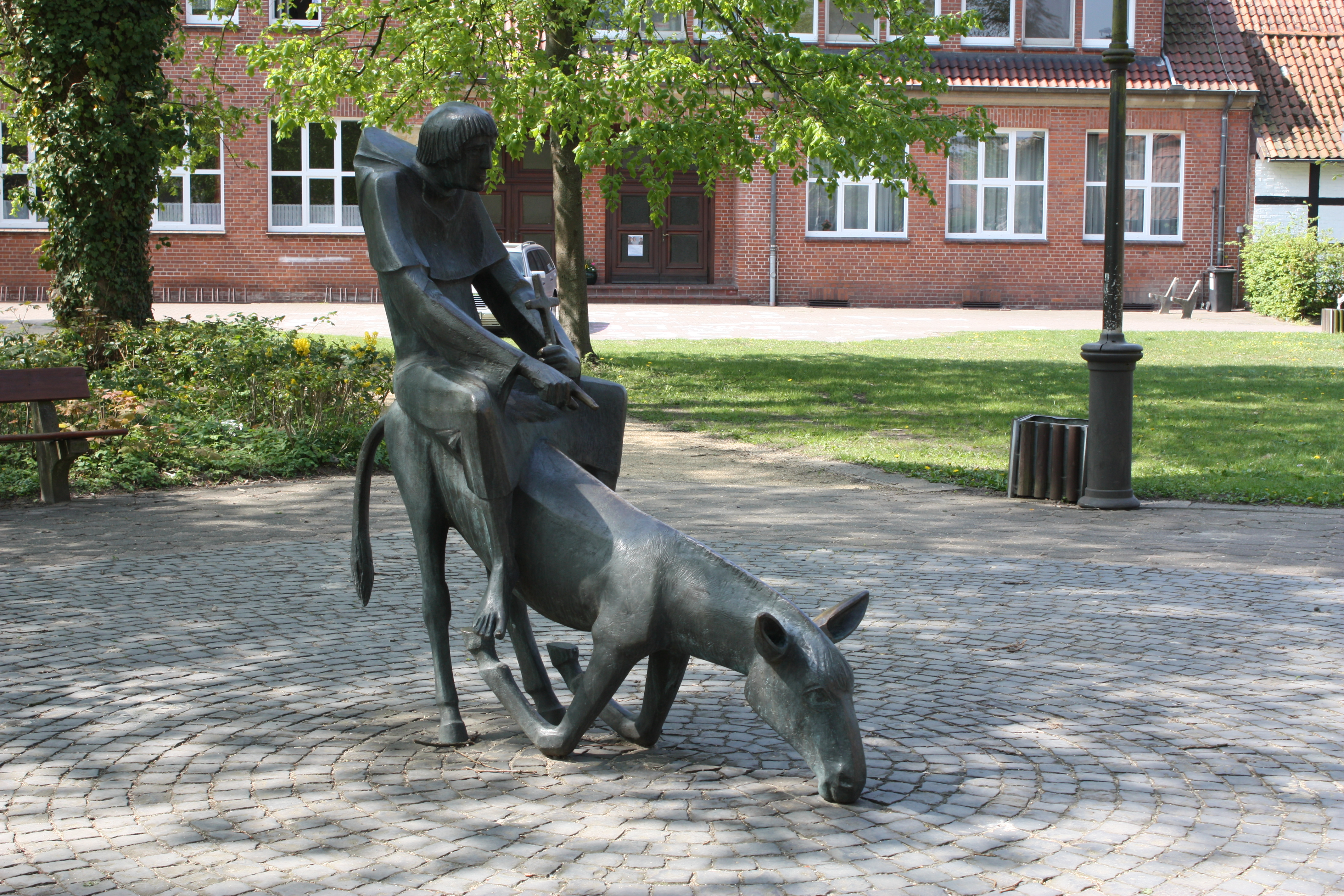
Plastik Esel mit Mönch von Frijo Müller-Belecke

- Die aus Bronze gestaltete Plastik Esel mit Mönch, des Künstlers Frijo Müller-Belecke auf dem Marktplatz in der Nähe der Stiftskirche. Die Plastik wurde 1982 anlässlich der 1100-Jahr-Feier des Fleckens Bücken aufgestellt. Sie nimmt Bezug auf die Legende der Namensgebung des Fleckens.
- Die aus Altkupfer gestaltete Skulptur Statio des Künstlers Pablo Hirndorf auf dem Kirchenvorplatz aus dem Jahre 2010, welche in Zusammenhang mit der Kupferblechausstellung Kreuzweg im inneren der Kirche steht.
- Darüber hinaus befinden sich zwei Kunstwerke des Schweringer Künstlers Gottlieb Pot d’Or – möglicherweise aus den 1960er Jahren – in öffentlich zugänglichen Gebäuden:
  - ein Tafelbild in der Volksbank und
  - ein Tafelbild in der Sparkasse.

### Sportvereine
Im Flecken Bücken gibt es mehrere Sportvereine, wie den MTV Bücken und den SV Duddenhausen. Außerdem gibt es in jedem Ortsteil mindestens einen Schützenverein.

## Wirtschaft und Infrastruktur

### Verkehr
Bücken ist über die Landesstraßen 351 und 352 erreichbar sowie über die Kreisstraßen 136, 139 und 148.
Ab 1905 existierte eine Eisenbahnstrecke von Bücken nach Hoya (Weser) der Kleinbahn Hoya–Syke–Asendorf, die 1963 abgebaut wurde.
Eine Buslinie der Verkehrsgesellschaft Landkreis Nienburg GmbH fährt stündlich in die Kreisstadt Nienburg und ins benachbarte Hoya. Außerdem bedienen weitere Linien die Ortsteile und befördern hauptsächlich Schüler zu den Schulen in Hoya.
Der Weser-Radweg verläuft durch die Ortslagen Altenbücken und Stendern.

### Bildung
- Kindergarten „Sterntaler“ Bücken
- Hauptschule (bis 2007)
- Kapitän-Koldewey-Grundschule Bücken mit Einzugsbereich der Ortschaften des Fleckens Bücken sowie die Gemeinden Schweringen und Warpe. Die Schule nimmt am SINUS-Projekt zur Stärkung der Effizienz des mathematisch-naturwissenschaftlichen Unterrichts an Grundschulen sowie am Kooperationsverbund zur Förderung besonders begabter Kinder im Einzugsbereich des Johann-Beckmann-Gymnasiums in Hoya teil. Unter Bezugnahme auf ihren Namenspatron, den Bücker Polarforscher Carl Koldewey, versteht sie sich als eine „Entdeckerschule“.

## Persönlichkeiten

### Söhne und Töchter der Gemeinde
- Johannes Klenkok (um 1310–1374), Theologe
- Georg Dietrich Leyding (1664–1710), Komponist
- Georg Friedrich Tröger (1749–1793), Baumeister der Herrnhuter Brüdergemeine Neuwied
- Georg Friedrich Mölling (1796–1878), Mitglied der Frankfurter Nationalversammlung
- Gustav Julius Vennigerholz (1820–1901), deutscher Pädagoge und Historiker
- Karl Koldewey (1837–1908), Leiter der 1. und 2. Deutschen Nordpolar-Expedition 1868 und 1869
- William Wrede (1859–1906), evangelischer Theologe

### Personen, die in Bücken gewirkt haben
- Rimbert (um 830–888), Erzbischof von Hamburg und Bremen (865–888), Heiliger
- Adalbrand von Bremen († 1043), Erzbischof von Hamburg-Bremen
- Heinrich I. von Hoya († 1235), Graf von Hoya
- Heinrich Ernst Owen (1685–1758), deutscher lutherischer Theologe, Generalsuperintendent
- Adelbert Hotzen (1830–1922), deutscher Architekt
- Gerhard Scharnhorst (1915–2009), deutscher Politiker (CDU), MdL
- Fritz Schulze (1928–2017), deutscher Theologe und Politiker (SPD), MdL
- Herbert Strässer (1930–2005), deutscher Bildhauer